# Csíkos karakara
A csíkos karakara (Phalcoboenus carunculatus)  a madarak osztályának sólyomalakúak (Falconiformes) rendjéhez, azon belül  a sólyomfélék (Falconidae) családjához tartozó faj.

## Rendszerezése
A fajt Marc Athanese Parfait Oeillet Des Murs francia amatőr ornitológus írta le 1853-ban.

## Előfordulása
Dél-Amerika északnyugati részén, Kolumbia és Ecuador területén honos. Természetes élőhelyei a szubtrópusi és trópusi magaslati gyepek és cserjések, valamint másodlagos erdők. Állandó, nem vonuló faj.

## Megjelenése
Testhossza 56 centiméter, szárnyfesztávolsága 110-119 centiméter. Arc része csupasz és sárga. Tollazata fekete, mellét fehér csíkok mintázzák, szárnyfoltja és hasi része fehér.
|  |

## Szaporodása
Fészekalja 2-4 tojásból áll, melyen 35-37 napig kotlik.

## Természetvédelmi helyzete
Az elterjedési területe korlátozott, egyedszáma 670-6700 példány közötti, viszont stabil. A Természetvédelmi Világszövetség Vörös listáján nem fenyegetett fajként szerepel.